# Arsimont
Arsimont is een dorp in de Belgische provincie Namen en een deelgemeente van de gemeente Sambreville.
Arsimont was tot 1887 een gehucht van Auvelais. In dat jaar werd het een zelfstandige gemeente tot in 1977 toen het opging in de nieuwe fusiegemeente Sambreville.

## Demografische ontwikkeling
Opm:1831 t/m 1970=volkstellingen; 1976=inwoneraantal op 31 december

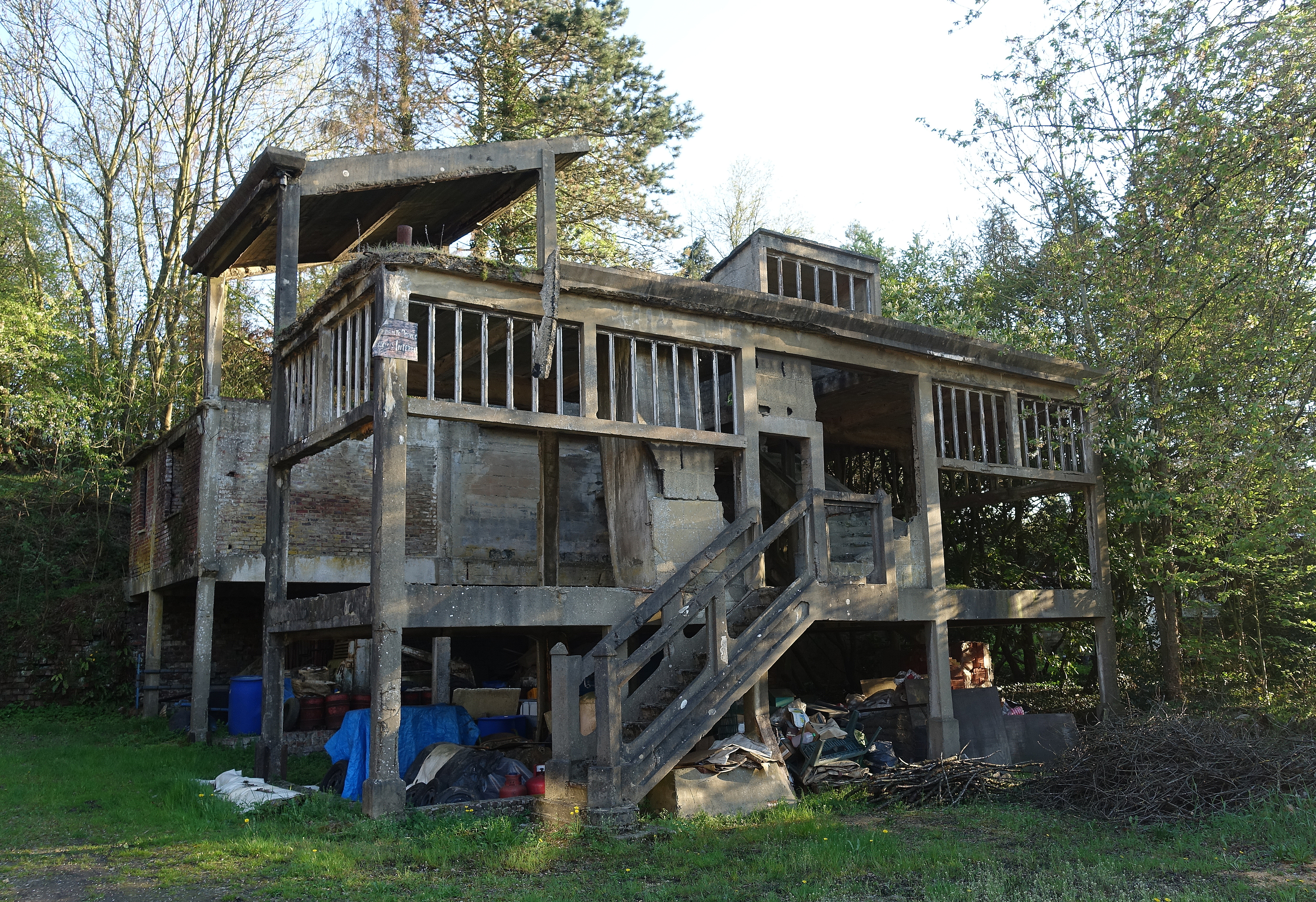
Charbonnages d'Arsimont Fosse 1

Deelgemeenten: Arsimont · Auvelais · Falisolle · Keumiée · Moignelée · Tamines · Velaine

Belgische gemeenten · Arrondissement Namen · Namen · Wallonië